# Lepidostoma licolum
Lepidostoma licolum är en nattsländeart som beskrevs av Donald G. Denning 1975. Lepidostoma licolum ingår i släktet Lepidostoma och familjen kantrörsnattsländor. Inga underarter finns listade i Catalogue of Life.